# OpenIndiana
OpenIndiana ist ein unixoides Betriebssystem für die Plattformen PC (IBM-PC-kompatible-x86-Architektur) und SPARC. Es hat seinen Ursprung in Solaris. Die Entwicklung steht unter der Schirmherrschaft der Illumos Foundation, in der sich neben Freiwilligen auch Unternehmen engagieren.

## Entstehung
Nach der Übernahme von Sun Microsystems durch Oracle wurde die Weiterentwicklung von Indiana (einer ehemaligen OpenSolaris-Distribution) in Solaris Express umbenannt. Ehemalige Nutzer und freiwillige Entwickler, die sich in einer Community organisiert hatten, um Einfluss auf die Zukunft von OpenSolaris zu nehmen, haben daraufhin das Illumos-Projekt mit dem Ziel gegründet, den letzten veröffentlichten Quelltext von OpenSolaris weiterzuentwickeln. Mit OpenIndiana wird Endanwendern auf der Basis von Illumos ein komplettes Betriebssystem bereitgestellt ergänzt durch das X Window System, der Sun Freeware Collection, dem Java Desktop System, der Softwareverwaltung IPS und dem Installationsprogramm Caiman.

## Teilabspaltung
Man kann Illumos und damit auch OpenIndiana als Fork von OpenSolaris und Solaris ansehen. Anfangs wurde auch der Begriff „spork“ ins Spiel gebracht – eine Kombination aus „spoon“ und „fork“, da man sich zur Ankündigung von Illumos nicht komplett von Solaris losgesagt hatte, sondern neuen (von Oracle bereitgestellten) Code auch wieder aufnehmen wollte. Seit November 2010 wurden jedoch in Illumos viele absichtliche Abweichungen von Oracle Solaris eingeführt, so dass die Bezeichnung Teilabspaltung nicht mehr zutrifft.

## Versionsgeschichte
|  | experimentell |  | Entwicklung |  | Hipster/Gnome |  | Hipster/MATE |